# Badr al-Budur

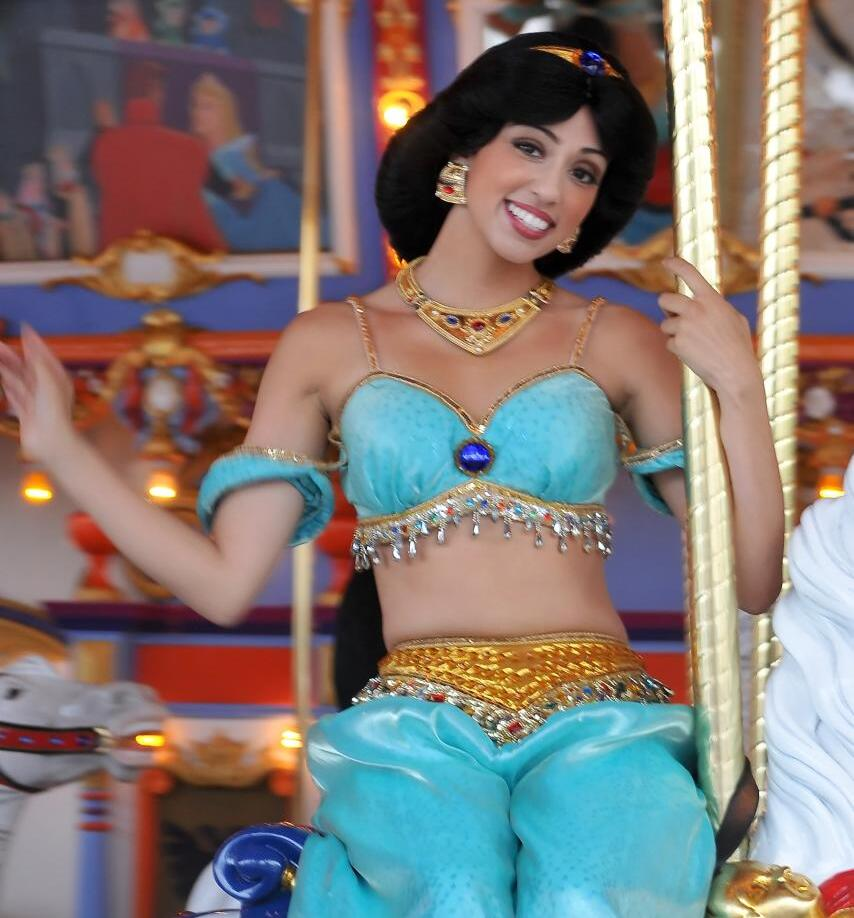
Zeitgenössische Darstellung von Badr al-Budur in ihrer bekanntesten Adaption als Prinzessin Jasmin in Disneys Aladdin; Disney California Adventure Park, 2009.

Badr al-Budur (arabisch بدر البدور Badr al-Budūr, „Vollmond der Vollmonde“), heute auch bekannt als Prinzessin Jasmin, ist die weibliche Hauptfigur des Märchens Aladin und die Wunderlampe (ANE 346) aus den Geschichten aus Tausendundeiner Nacht. Der Titelheld verliebt sich im Verlauf der Geschichte in die schöne Prinzessin und heiratet sie.
Als Kunstfigur wurde Badr al-Budur im Kontext der Tausendundeine Nacht-Erzählung umfangreich rezipiert; wobei im 20. Jahrhundert ihr Name zunehmend verändert wurde. Nachdem sie zuvor bereits in mehreren Werken den Namen Jasmin trug, setzte sich durch den großen Erfolg und der Popularität von Disneys 1992 erschienenem Zeichentrickfilm Aladdin der Name Jasmin für die Prinzessin zunehmend durch. Die Disney-Adaption von 1992 prägt und überlagert seither stark die heutige Rezeption der Aladin-Erzählung und der ursprünglichen Erzählfigur Badr al-Budur.

## Figur in der Tausendundeine Nacht-Erzählung

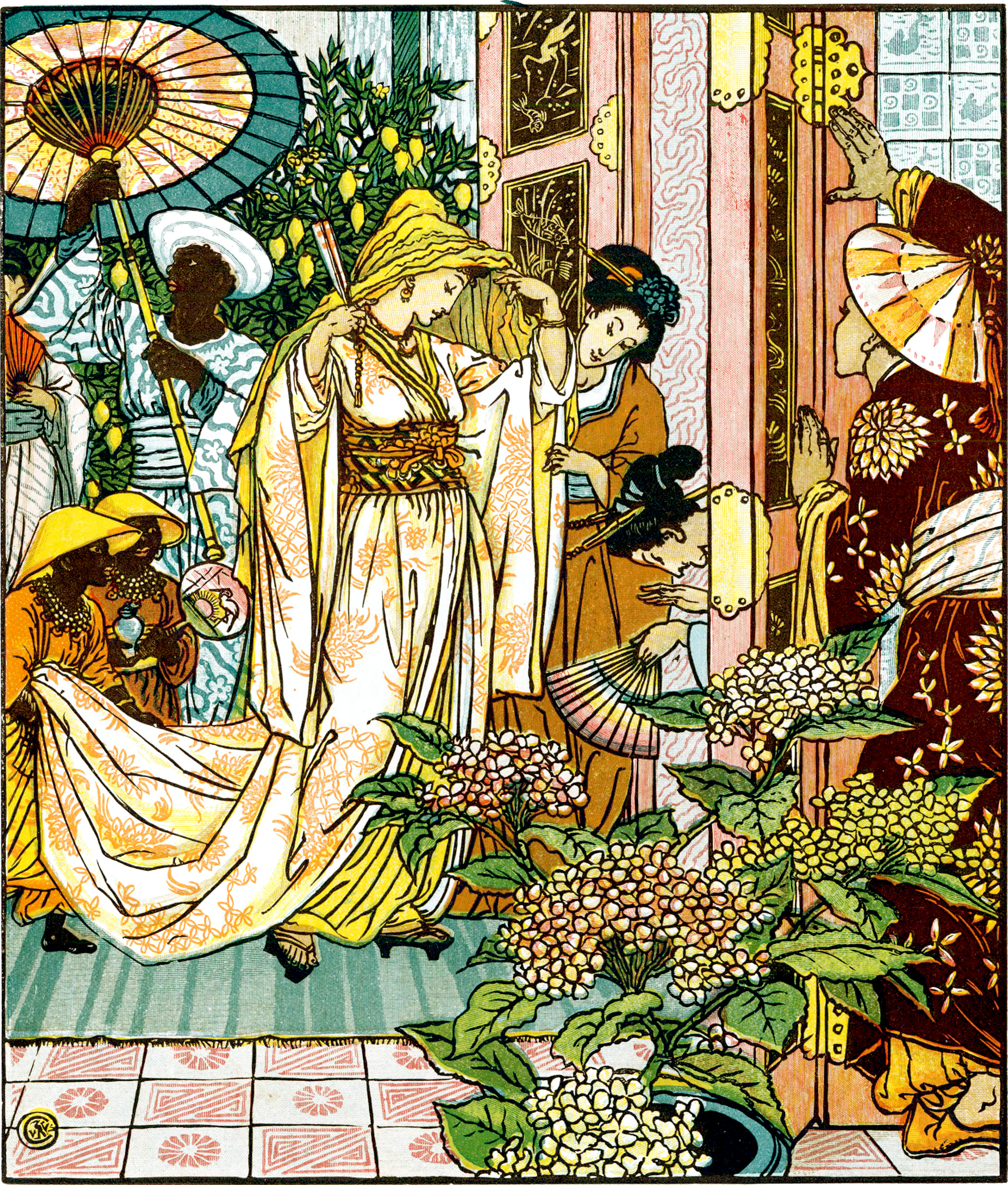
Aladin beobachtet die schöne Prinzessin Badr al-Budur beim Betreten des Badehauses. Walter Crane, 1875.

Die Figur der Prinzessin Badr al-Budur wird im zweiten Drittel der Geschichte von Aladin und die Wunderlampe (ANE 346) eingeführt. Sie ist die Tochter des Sultans von China.
Eines Tages wird Aladin Zeuge, wie die Prinzessin Badr al-Budur von Wachen zum Badehaus geführt wird. Aladin versteckt sich und beobachtet wie Badr al-Budur kurz vor Eintritt in das Badehaus ihren Schleier ablegt und verliebt sich in sie, woraufhin er seine Mutter auffordert, beim Sultan um ihre Hand anzuhalten, was diese nach anfänglichen Widerständen auch tut, als Aladin ihr als Geschenk für den Sultan prächtige Edelsteine mitgibt. Der Sultan ist tatsächlich beeindruckt und willens seine Tochter mit dem ihm unbekannten Mann zu verheiraten, zum Ärger seines Wesirs, da die Prinzessin bereits dessen Sohn versprochen ist. Der Sultan erkennt seinen Fehler und erklärt, dass die Hochzeit zwischen Aladin und seiner Tochter erst in drei Monaten stattfindet, um dem Wesir und seinem Sohn Zeit zu geben, ihn umzustimmen. Dies gelingt und so findet die Hochzeit von Badr al-Budur und dem Wesirssohn statt.
Aladin fühlt sich betrogen und lässt mit Hilfe des Lampengeistes das frisch vermählte Paar am Abend der Hochzeit in sein Haus entführen. Der Wesirssohn wird eingesperrt, während sich Aladin nackt neben die Prinzessin legt, ohne jedoch Hand an sie zu legen. Diese ist gleichwohl zutiefst verstört durch ihre Entführung und die Gefahr von Aladin vergewaltigt zu werden und durchleidet eine Schreckensnacht. Am nächsten Morgen lässt Aladin beide wieder von dem Lampengeist in ihren Palast zurückbringen; zufrieden damit, dass er die Hochzeitsnacht und Entjungferung von Badr al-Budur so verhindert hat. Das Ehepaar ist völlig verstört. Am nächsten Abend wird das Ehepaar wieder von dem Lampengeist entführt, wobei Aladin die Prozedur der vorherigen Nacht wiederholt. Der Wesirssohn ist nun so verstört, dass er selbst um die Scheidung bittet, die auch vollzogen wird. Nun wird die Prinzessin mit Aladin getraut, der mittels des Lampengeistes für sie über Nacht einen prächtigen Palast baut. Kurz darauf findet eine große, prachtvolle Hochzeit statt.
Der böse Zauberer, dem Aladin einst die Wunderlampe besorgen sollte, findet durch Zauberkraft heraus, das Aladin in ihrem Besitz ist. Er reist nach China und gibt sich als Lampenhändler aus. Da Aladin seine Frau nicht in das Geheimnis der Lampe eingeweiht hat, tauscht diese die alte Wunderlampe gegen eine neue, wodurch der Zauberer sie durch List in seine Gewalt bringt. Daraufhin versetzt der Zauberer mit Hilfe des Lampengeistes Aladins Palast samt dessen Insassen, darunter auch Badr al-Budur, von China nach Nordafrika. Durch die Magie des Dschinns seines Siegelrings bringt dieser Aladin nach Nordafrika, wo er unerkannt in den Palast eindringt, wo er feststellen muss, dass der Zauberer versucht die Liebe von Badr al-Budur zu gewinnen. Um seinen Gegner zu überlisten, weist Aladin seine Gemahlin an, dass sie den Zauberer verführen bzw. ihm Avancen machen soll, um ihm bei einem Trinkgelage vergifteten Wein einzuflößen. Diese gehorcht und setzt den Zauberer außer Gefecht, woraufhin Aladin ihn mit dem Schwert enthauptet.

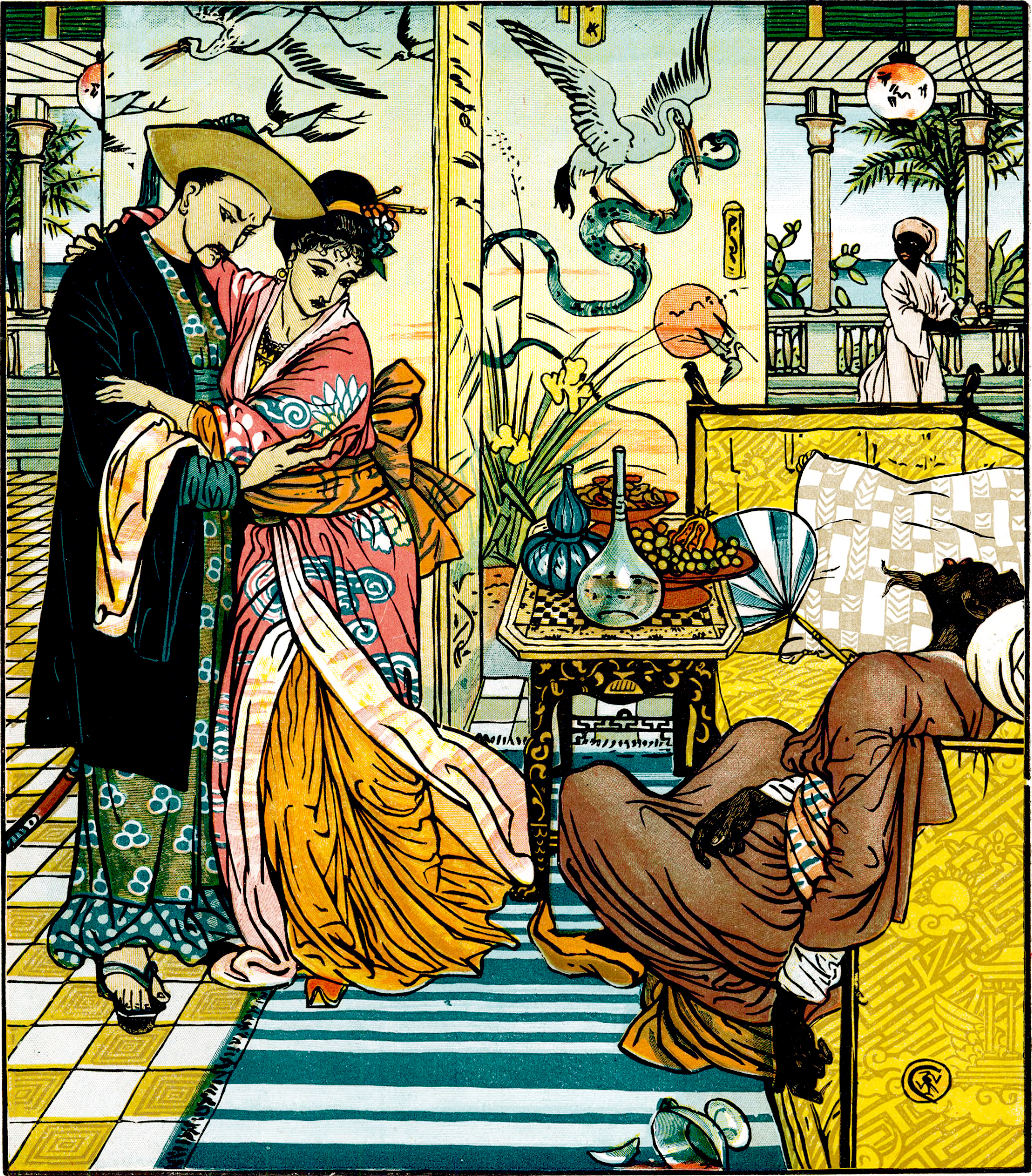
Aladin und Badr al-Budur überwinden den bösen Zauberer. Walter Crane, 1875.

Der Bruder des Zauberers erfährt von dessen Tod und macht sich auf, um Aladin zu ermorden. In Verkleidung einer weiblichen Sufi-Heiligen erhält er durch die bereitwillige Badr al-Budur Zutritt zum Palast, doch kann Aladin auch diese Gefahr überwinden. Nach dem Tod des Sultans, ihres Vaters, wird Badr al-Budur an der Seite des neuen Herrschers Aladin zur Königin und lebt mit ihm zusammen, bis der Tod sie scheidet.

## Wandlung zuPrinzessin Jasmin
Im Verlauf des 20. Jahrhunderts begann unter dem Einfluss der Filmindustrie in Adaptionen der Aladin-Erzählung der Name Badr al-Budur zunehmend anderen Namen zu weichen. In Die Abenteuer des Prinzen Achmed (1926) trägt die Figur der Badr al-Budur den Namen Dinarasad, im 1945 erschienenen Spielfilm 1001 Nacht wird sie Armina genannt, 1952 hieß sie in Aladdin and His Lamp erstmals Jasmin, ebenfalls 1957 in dem indischen Film Alladin and the Wonderful Lamp, und Yasminda in dem 1959 erschienenen Film 1001 Arabian Nights.
Neue Popularität erhielt Badr al-Budur ab den 1990er-Jahren durch ihre bis heute bekannteste moderne Adaption in dem 1992 veröffentlichen Disney-Zeichentrickfilm Aladdin, wo sie ebenfalls unter dem Namen Jasmin in Erscheinung trat. Ihre Rolle zog mitunter starke Kritik nach sich, unter anderem wegen ihrer freizügigen Kleidung und einer Szene mit einer Darstellung als Lustsklavin des Bösewichts Dschafar. Der große Erfolg des Films zog neben zwei Zeichentrickfilmfortsetzungen (Dschafars Rückkehr und Aladdin und der König der Diebe) auch eine von 1994 bis 1995 ausgestrahlte Zeichentrickserie nach sich. Seither ist die Figur der Prinzessin Jasmin in der Popkultur fest etabliert. Kulturell gesehen prägt und überlagert die Disney-Adaption durch ihre Popularität die ursprüngliche Geschichte – und damit auch die Erzählfigur Badr al-Budur – derart, dass die meisten Menschen die Prinzessin aus dem Aladin-Märchen heute als Prinzessin Jasmin und nicht als Badr al-Budur kennen.
Tatsächlich findet seit 1992 der Name Jasmin auch in weiteren Adaptionen der Aladin-Erzählung außerhalb des Disney-Kontextes Verwendung, darunter in dem Spielfilm Aladdin und der Wunderknabe (A Kid in Aladdin’s Palace). Hier ist zudem die Erzählerin von Tausendundeine Nacht, Scheherazade, ihre Tochter. In dem 2009 erschienenem indischen Film Aladin trägt Badr al-Budur ebenso den Namen Jasmin wie in dem 2022 erstmals aufgeführten deutschen Familienmusical Aladin des Bochumer Theater Liberi (hier: Yasmin).
Disney veröffentlichte 2019 eine Realverfilmung des Zeichentrickfilms von 1992. 2011 entstand eine abendfüllende Musical-Umsetzung, die seither am Broadway gespielt wird und auf dem 45-minütigen Theaterstück Disney’s Aladdin: A Musical Spectacular aus den Disney-Themenparks basiert. Ebenso tritt die Figur der Jasmin in der Serie Once Upon a Time – Es war einmal … auf, hinzu kommen diverse Auftritte in weiteren Disney-Werken, darunter anderen Serien, Videospielen und mehr.

## Charakterzeichnung der Badr al-Budur (ausgewählte Werke)

### Tausendundeine Nacht-Geschichte
In der ursprünglichen literarischen Erzählung erscheint Badr al-Budur als junge Frau, die ihrem Vater und allen Traditionen gehorcht. Trotz dessen, dass Aladin sie entführt, der Befürchtung einer Vergewaltigung aussetzt, und die schlimmste Nacht ihres Lebens durchleben lässt, akzeptiert sie später ohne Widerworte die Entscheidung ihres Vaters, mit Aladin verheiratet zu werden, wobei sie sich in diesen letztlich tatsächlich verliebt. Die Figur der Badr al-Budur entspricht so der "Vorstellung von der traditionellen Frau, die der patriarchalischen Kultur gehorcht [...] unter der Autorität des Mannes steht und ihr Schicksal in den Händen der Männer (legt)." Badr al-Budur fungiert damit als Unterstützerin der patriarchalen Normen und Frau ohne eigene Handlungsfähigkeit.

### In Disney-Werken alsPrinzessin Jasmin
Zeichentrickfilme (1992, 1994, 1996)

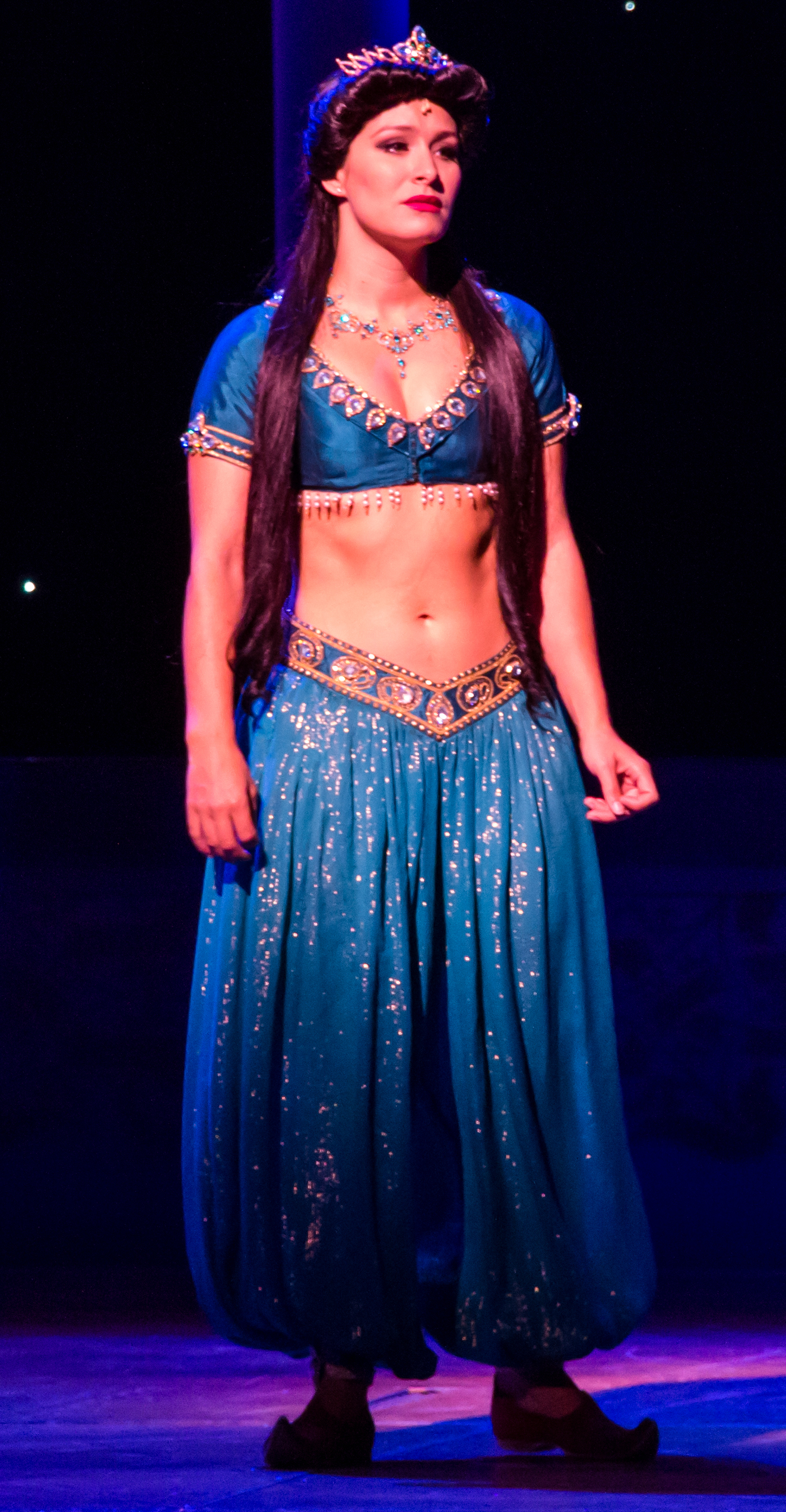
Darstellung von Badr al-Budur in ihrer Adaption als Prinzessin Jasmin in Disneys Aladdin-Themenpark-Theaterstück Disney’s Aladdin: A Musical Spectacular.

In Disney’s Aladdin aus dem Jahr 1992 wird die Figur der Badr al-Budur, in Prinzessin Jasmin umbenannt, als intelligentes, selbstbewusstes und willensstarkes Mädchen gezeichnet, das unglücklich ob ihres eingeengten Lebens im Palast ist; vor allem da sie selbst keine Autorität darüber hat, zu tun, zu tragen oder zu sagen was sie will. Vor allem aber leidet sie unter der Aussicht aus Tradition bis zu ihrem 17. Geburtstag mit einem Prinzen zwangsverheiratet zu werden. Ein wenig rebellierend entscheidet sie sich, sich durch Flucht der Situation zu entziehen, fügt sich später jedoch wieder in das System ein, bis ihr Vater schließlich die von ihr gewünschte Veränderung (vom Stand unabhängige Liebesheirat) akzeptiert. Ihre kleine Rebellion wird akzeptiert, solange sie die von der dominanten Gruppe aufrechterhaltene soziale Ordnung nicht ändert. In ihrer Außendarstellung erscheint sie als schöne junge Frau in engen, freizügigen Kleidern. Ihre helle Haut, schlanke Figur und langen schwarzen Haare repräsentieren sie als ideale orientalische Schönheit in den Augen westlicher Männer. Jasmin ist sich ihrer erotischen Ausstrahlung bewusst und setzt diese gegen den Antagonisten Dschafar ein, was sie auch zur ersten Disney-Prinzessin machte, die einen Bösewicht küsst. Gleichwohl bleibt Jasmins Schicksal von Männern bestimmt und sie wird letztendlich immer von Aladdin gerettet. Cole Reilly attestierte: "Jasmin ist erst die Gefangene ihres restriktiven Vaters, dann Dschafars Sklavin, die sich seinen Wünschen nach ihrer Zuneigung unterwirft, und schließlich eine Eroberung durch ihren vornehmen Geliebten." Zudem verfolgt Jasmin im Film einzig das Ziel, aus Liebe einen Partner zu finden.
In den beiden Fortsetzungen Dschafars Rückkehr (1994) und Aladdin und der König der Diebe (1996) wird Jasmins zuvor eher passiv agierende Hauptrolle auf die einer ausschließlich passiven Nebenrolle reduziert; sie tritt weder als eigenständig handelnde Akteurin, noch – abgesehen vom Wunsch der Intensivierung ihrer Beziehung zu Aladdin – mit einem eigenständigen Ziel in Erscheinung. Als Aladdin am Ende von Dschafars Rückkehr beschließt, dass er die Welt sehen und Abenteuer erleben will, entscheidet sich Jasmin nicht im Palast zurückzubleiben, sondern an Aladdins Seite auch die Welt sehen zu wollen. In Aladdin und der König der Diebe erfüllt sich schließlich ihr Ziel der Hochzeit mit Aladdin.
Once Upon a Time (2017)
Eine gänzliche andere Charakterzeichnung der Prinzessin Jasmin erfolgte in der sechsten Staffel von Once Upon a Time – Es war einmal … (gespielt von Karen David). Hier tritt Jasmin an Aladdin heran, um ihn zu überzeugen, ihr im Kampf gegen den despotischen Wesir und Magier Dschafar zu helfen. Mit einer List überwindet sie seine anfängliche Ablehnung und bringt Aladdin zur Höhle der Wunder, wo sie herausfinden, dass er der mit Zauberkräften ausgestattete 'ungeschliffene Diamant' ist. Im Sultanspalast von Agrabah kommt es zu einer Konfrontation mit Dschafar, der Jasmin auffordert ihn zu heiraten, wenn sie ihr Königreich bewahren will. Aladdin rettet Jasmin aus der Situation. Zwar fühlen sich beide zueinander hingezogen, doch lehnt Jasmin eine Liebesbeziehung mit Aladdin ab, solange Dschafar nicht besiegt ist. Aladdin entscheidet sich jedoch letztlich gegen sein Schicksal, Dschafar zu bekämpfen und Jasmin bleibt allein zurück. Im Glauben Agrabah nur so vor Dschafar retten zu können, willigt sie ein ihn zu heiraten und überreicht ihm den Ring von Agrabah. Damit läuft sie unwissentlich in die Falle des Wesirs, der ihr eröffnet, dass er ohne den mit mächtiger Magie belegten Ring nie die Stadt hätte vernichten können – nun lässt er mit seiner Zauberkraft die Stadt verschwinden. Sowohl Jasmin als auch Aladdin fliehen aus der Märchenwelt in die Gegenwart von Once Upon a Time, wo Jasmin letztlich Dschafar überwinden kann und mit Aladdin zusammenkommt. Das Paar kehrt in die Märchenwelt zurück und Jasmin herrscht fortan in Agrabah. In der Gesamtbetrachtung steht Jasmin in Once Upon a Time deutlich mehr im Vordergrund und ist der wesentlich aktivere Akteur des Paares, während Aladdin weitgehend passiv oder zurückstehend agiert; im Gegensatz zu den Zeichentrickfilmen, wo Aladdin die aktivere und Jasmin die passivere Rolle einnimmt.
Realverfilmung (2019)
In der Realverfilmung verfolgt Jasmin (gespielt von Naomi Scott) nicht mehr nur das Ziel eine Heirat aus Liebe einzugehen, sondern hat den Ehrgeiz, später die Nachfolge ihres Vaters anzutreten und als Sultan über Agrabah zu herrschen, eine Rolle, auf die sie sich schon ihr Leben lang vorbereitet. Ihr Charakter ist gegenüber der Darstellung in der Originalverfilmung stärker entwickelt, durchsetzungsfähiger und vor allem handlungsaktiver. Eine der letzten Szenen des Films verdeutlicht die Weiterentwicklung von Jasmins Unabhängigkeit noch stärker. Im Originalfilm ist es am Ende des Films ihr Vater, der Sultan, der das Gesetz aufhebt, das sie verpflichtet einen Prinzen zu heiraten und sie unabhängig vom Stand Aladdin heiraten kann. Letztlich bleibt ihr Schicksal abhängig von dem, das Männer ihr vorbestimmt haben. In der Realverfilmung hingegen dankt ihr Vater ab und ernennt seine Tochter zur Nachfolgerin, die als unverheiratete Sultanin nun über Agrabah herrscht und nun selbst die Entscheidung trifft Aladdin unabhängig des Standes oder Gesetzes zu heiraten.

### KomödieAladin – Tausendundeiner lacht!(2015) und Fortsetzung
In der französischen Aladin-Parodie Aladin – Tausendundeiner lacht! und der Fortsetzung Aladin – Wunderlampe vs. Armleuchter (2018) tritt Badr al-Budur als Prinzessin Shallia (gespielt von Vanessa Guide) in Erscheinung und befindet sich wie Disney's Prinzessin Jasmin in der Situation, von ihrem Vater künftig zwangsverheiratet zu werden, wogegen sie rebelliert. Sie ist verantwortungs- und äußerst selbstbewusst, aber auch sehr temperamentvoll und bisweilen ordinär ("Haben sie dir ins Hirn geschissen?"). Sie tritt als aktive, handlungsstarke Frau auf und hat keine Hemmungen als Femme Fatale ihr attraktives Äußeres einzusetzen, um an ihre Ziele zu gelangen. Auch schreckt Shallia nicht davor zurück, eigenhändig auf ihre Feinde Mordanschläge zu verüben. In Aladin – Wunderlampe vs. Armleuchter ist sie nach dem Tod ihres Vaters zur faktischen Herrscherin von Bagdad aufgestiegen, wobei Aladins unreifes und verantwortungsloses Benehmen für sie zu einem ernsthaften Beziehungsproblem wird. Als die Situation ausweglos erscheint, willigt sie ein den fremden Eroberer Shah Zaman zu heiraten, um das Reich vor dem Untergang zu bewahren, wenngleich Aladin letztlich die Situation entschärfen kann.

## Sexualisierung und Darstellung als Sklavin

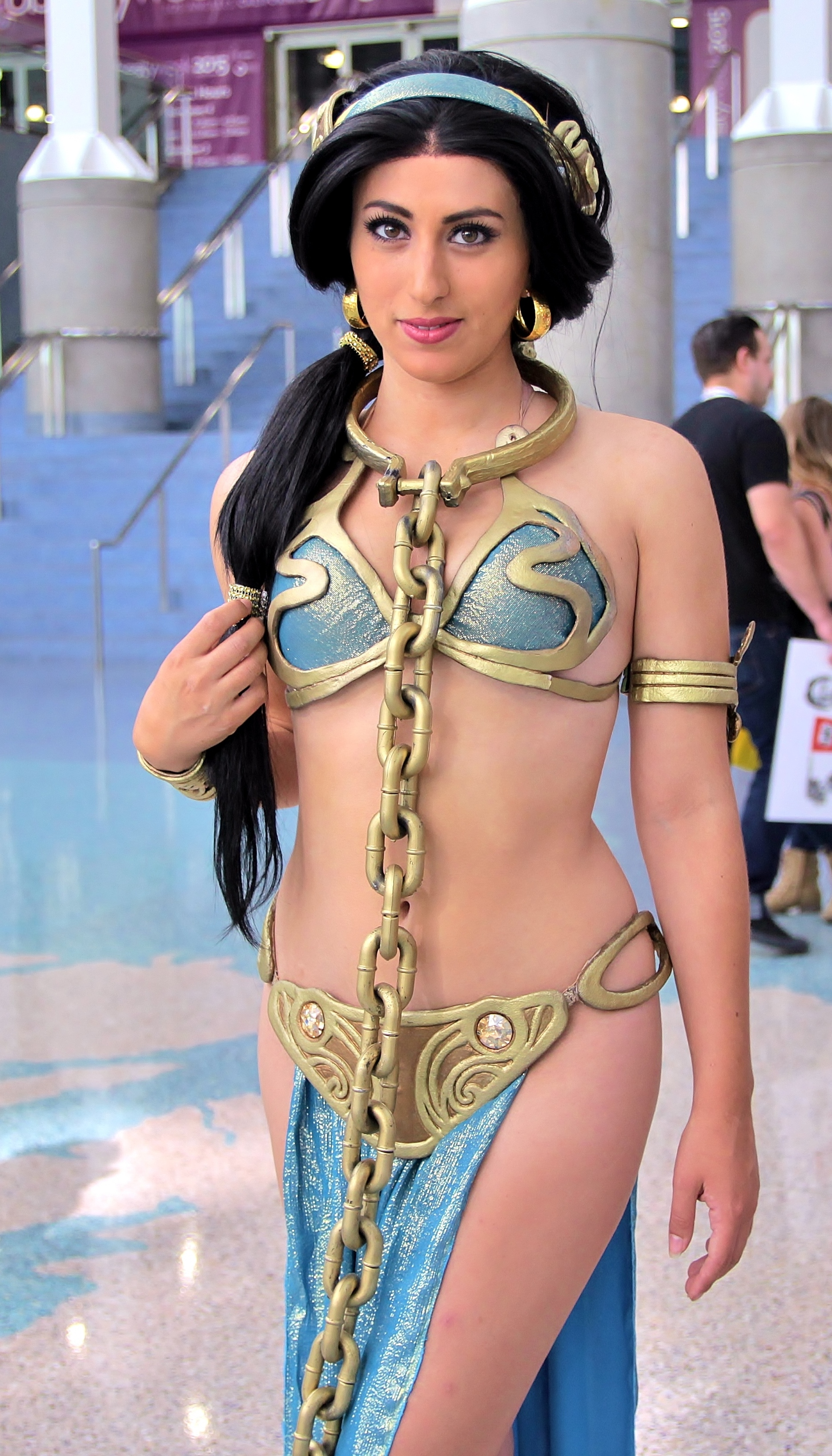
Cosplay-Darstellung von Prinzessin Jasmin als Sklavin, hier in einer Adaption des kult-ikonischen Sklavinkostüms von Prinzessin Leia aus Star Wars – Die Rückkehr der Jedi-Ritter.

Ein wiederkehrendes kontroverses Motiv der Figur Badr al-Budur – sowohl in der literarischen Originalerzählung als auch in späteren Adaptionen – ist ihre sexualisierte, erotische Darstellung. Vor allem die Disney-Zeichentrickverfilmung von 1992 wurde diesbezüglich stark kritisiert.

### Sexualisierung und Verführung verschiedener Badr al-Budur-Adaptionen
In der Originalerzählung wird Badr al-Budur von ihrem Gatten angewiesen, den Antagonisten zu verführen, um ihn zu überlisten. Im 1952 erschienenen Spielfilm Aladdin and His Lamp wird die Prinzessin (gespielt von Patricia Medina) entführt und als Sklavin verkauft; zuvor führt sie leicht bekleidet einen Bauchtanz auf dem Sklavenmarkt auf; letzteres tut sie bereitwillig, da sie an den Filmantagonisten verkauft werden will, um diesen später überlisten zu können. Auch in der Parodie Aladin – Tausendundeiner lacht! versucht die Prinzessin (gespielt von Vanessa Guide) den Antagonisten mit ihrem Körper zu verführen, um diesen letztlich zu überlisten. In Disneys Aladdin von 1992 nutzt die Prinzessin ihre weiblichen, erotischen Reize, um den Antagonisten zu überwinden.

### Sexualisierung und Sklavin-Darstellung der Disney-Prinzessin Jasmin
Freizügige Kleidung
In Disney’s Zeichentrickoriginal von 1992 sowie den Filmfortsetzungen von 1994 und 1996 und der Fernsehserie (1994–1995) wird Jasmins Äußeres mittels freizügiger Kleidung stark sexualisiert; sie trägt tiefgeschnittene Haremshosen und eng anliegende schulter- und bauchfreie Oberteile in türkiser Farbe. USA Today befand bezüglich Jasmins Standard-Bekleidung, dass die türkisen „monochromen Büstenhalter und weiten Hosen“ weniger Jasmins „Königlichkeit betonen, statt ihre Sexualität.“ Mehrere Autoren bemerkten, dass sich Jasmins Kleidungsstil während des gesamten Films – ob als Prinzessin oder spätere Sklavin – nicht prinzipiell ändert.
Auch in den Zeichentrickfilmfortsetzungen handelt es sich dabei um ihre Standard-Kleidung. 2017 wurde in der mit echten Schauspielern besetzten Serie Once Upon a Time – Es war einmal … Jasmins Zeichentrickoutfit zwar nicht geändert, doch trägt sie außerhalb des Palastes stets Überwürfe, die ihr bauch- und schulterfreies Oberteil bedecken. Für die 2019 erschienene Disney-Realverfilmung wurde das alte Kostümdesign gänzlich verworfen; Produzent Dan Lin und Jasmin-Darstellerin Naomi Scott befanden, dass die neuen, deutlich mehr verhüllenden Designs eine sinnvolle Modernisierung von Inhalten seien, die man in der Gegenwart nicht mehr als angemessen für einen Familienfilm betrachte. Hier trägt Jasmin vor allem opulente Roben. Der Produzent Jonathan Eirich erklärte: „Ich glaube, meine Frau hat zu mir gesagt: 'Wenn du Jasmin in ein bauchfreies Kostüm (wörtlich: midriff) steckst, lasse ich mich von dir scheiden.“
Im arabischsprachigen Raum wird mitunter auf die visuelle Darstellung der Disney-Prinzessin Jasmin in ihrem klassisch-freizügigem Kostüm verzichtet, so etwa in einigen Kinderbüchern, in anderen erfolgt die klassische Darstellung.
Darstellung als Sklavin
Noch schärfere Kritik erfuhr der Disney-Originalfilm von 1992 wegen einer Szene, in der die Prinzessin leicht bekleidet und in Ketten gelegt den Antagonisten Dschafar als Sklavin bedienen muss. Um ihren Peiniger zu überlisten, nutzt sie schließlich ihre weiblichen, erotischen Reize. The Australian Financial Review zeigte sich befremdet ob der Verwendung der Szene in einem Kinder- und Familienfilm und zog einen spöttischen Vergleich zu Star Wars – Die Rückkehr der Jedi-Ritter, wo die Figur der Prinzessin Leia (dargestellt von Carrie Fisher) sich in derselben Ausgangslage wiederfindet und in ein Sklavin-Kostüm gezwungen wird, das kult-ikonischen Status erreichte. Auch die Filmjournalistin Hanna Flint zog die Parallele zur Darstellung der Prinzessin Leia.
Die Darstellung der Prinzessin als Sklavin erfuhr aufgrund der großen Popularität des Films eine breite Rezeption. Der Film wird aufgrund der Szene in einer Liste über BDSM in Mainstream-Filmen aufgeführt und auch in nicht jugendfreien Kontexten rezipiert; unter anderem in dem Videospiel Princess Trainer, wo der Spieler die Prinzessin zu einer willigen Sexsklavin abrichtet. Die Los Angeles Times zeigte sich erleichtert, dass „der unangenehme Moment, in dem Jasmin zur Sexsklavin wird“, in Disneys Aladdin-Neuverfilmung aus dem Jahr 2019 vollständig entfernt wurde.
Kirsten Malfroid schreibt: "(Es ist) bemerkenswert, dass sich ihr (Sklavinnen-) Harems-Outfit von ihrem von ihrem normalen Prinzessinnen-Outfit nur in der Farbe unterscheidet; man könnte sich fragen, ob es für das Schicksal der Frauen einen großen Unterschied macht, Prinzessin oder Sklavin zu." Andere Autoren verwies darauf, dass Jasmins Kleidungsstil sich nicht von den Frauen unterscheide, die der Zuschauer am Anfang des Films in einem Bordell (wohl eher Harem) gesehen hat, unterscheide, wodurch suggeriert werde, dass sich Jasmin von ihnen nicht unterscheide und ein sexuell verfügbares Objekt sei.

## Adaption und Rezeption der Badr al-Budur (Auswahl)

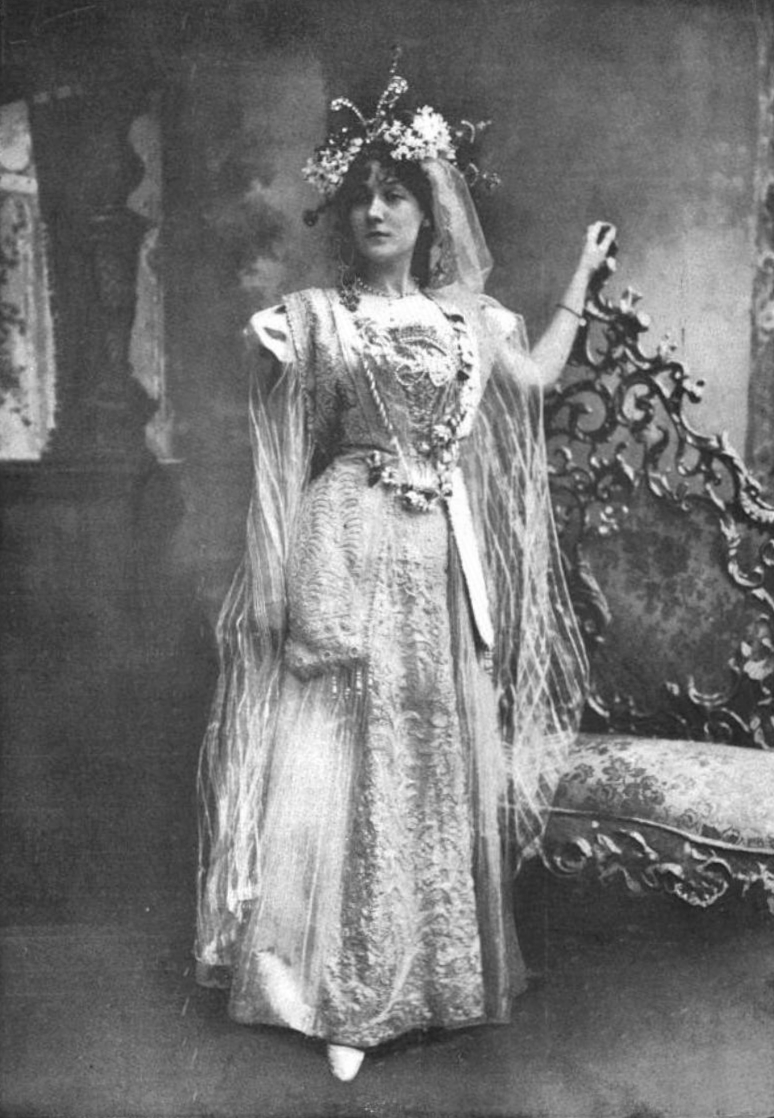
Die Schauspielerin Grace Lane (1876–1956) in der Rolle der Badr al-Budur in einem Aladin-Theaterstück am Theatre Royal in Manchester, 1898.

### Film und Fernsehen
- 1906: Aladin oder die Wunderlampe, Stummfilm, Frankreich, als Prinzessin Badr al-Budur, gespielt von Liane de Pougy.
- 1917: Aladdin and the Wonderful Lamp, Stummfilm, USA, als Prinzessin Badr al-Budur, gespielt von Virginia Lee Corbin.
- 1926: Die Abenteuer des Prinzen Achmed, Animations-Stummfilm, Deutschland, als Prinzessin Dinarasad.
- 1945: 1001 Nacht (1945), Spielfilm, USA, als Prinzessin Armina, gespielt von Adele Jergens.
- 1952: Aladdin and His Lamp, Spielfilm, USA, als Prinzessin Jasmin, gespielt von Patricia Medina.
- 1952: Aladdin Aur Jadui Chirag, Spielfilm, Indien, als Prinzessin Badar, gespielt von Meena Kumari.
- 1957: Alladin and the Wonderful Lamp, Spielfilm, Indien, als Prinzessin Yasmin, gespielt von Anjali Devi.
- 1959: 1001 Arabian Nights (1959), Animationsfilm, als Prinzessin Yasminda, gesprochen von Kathryn Grant.
- 1967: Aladins Wunderlampe, Spielfilm, Sowjetunion, als Budur, gespielt von Dodo Tschogowadse.
- 1979: Allauddinum Albhutha Vilakkum, Spielfilm, Indien, als Prinzessin Roshni, gespielt von Jayabharathi.
- 1982: Aladdin and the Wonderful Lamp (Sekai Meisaku Dōwa: Arajin to mahō no ranpu), Animationsfilm, Japan, Prinzessin Badral, gesprochen von Keiko Suzuka.
- 1992: Aladdin (Disney), Zeichentrickfilm, USA, als Prinzessin Jasmin, gesprochen von Linda Larkin.
- 1992: Aladdin (Golden Films), Zeichentrickfilm, American Film Investment Corporation, als Prinzessin Layla, gesprochen von Nancy Cartwright.
- 1993: Aladin und die Wunderlampe, Deutschland, Animationsfilm, als Prinzessin Soraya.
- 1994: Dschafars Rückkehr, Zeichentrickfilm, USA, als Prinzessin Jasmin, gesprochen von Linda Larkin.
- 1994–1995: Aladdin, Zeichentrickserie, USA, als Prinzessin Jasmin, gesprochen von Linda Larkin.
- 1996: Aladdin und der König der Diebe, Zeichentrickfilm, USA, als Prinzessin Jasmin, gesprochen von Linda Larkin.
- 1997: Aladdin und der Wunderknabe (A Kid in Aladdin’s Palace), USA, als Königin Jasmine, dargestellt von Diana Kent.
- 2009: Aladin, Spielfilm, Indien, als Jasmin, gespielt von Jacqueline Fernandez.
- 2015: Aladin – Tausendundeiner lacht!, Frankreich, als Prinzessin Shallia, gespielt von Vanessa Guide.
- 2017: Once Upon a Time – Es war einmal …, USA, Fernsehserie, als Prinzessin Jasmin, gespielt von Karen David.
- 2018: Aladin – Wunderlampe vs. Armleuchter, Frankreich, als Prinzessin Shallia, gespielt von Vanessa Guide.
- 2019: Aladdin, Spielfilm, USA, als Prinzessin Jasmin, gespielt von Naomi Scott.
- 2019: The Adventures of Aladdin, USA, als Prinzessin Shahzadi, gespielt von Lucia Xypteras.

### Hörspiele
- 1958: Aladin und die Wunderlampe, Deutschland, Regie: Wilhelm Hauff. Rolle (als Fatime) gesprochen von Edda Bühner.[29]
- 1971: Aladin und die Wunderlampe, Deutschland, Regie: Heinz Schimmelpfennig. Rolle (als Badrulbudur) gesprochen von Christine Born.[30]
- 1973: Aladin und die Wunderlampe, Deutschland, Regie: Kurt Vethake. Rolle gesprochen von Monika Ogorek.[31]
- 1973: Aladin und die Wunderlampe, Deutschland, Regie: Erika Burg. Rolle (als Gylia) gesprochen von Antje Reinke.[32]
- 1976: Aladin und die Wunderlampe, Deutschland, Regie: Kurt Stephan. Rolle gesprochen von Sonja Kistner.[33]
- 2006: Aladin und die Wunderlampe, Bayerischer Rundfunk, Deutschland, Regie: Bernhard Jugel.
- 2010: Aladdin und die Wunderlampe, Deutschland, Regie: Anke Beckert, Rolle gesprochen von Katharin Heimann.[34]

### Theater
- 1898: Aladin, Theatre Royal Manchester, gespielt von Grace Lane.

### Musicals
- 2013: Twisted: The Untold Story of a Royal Vizier, USA, Musical-Parodie, als Prinzessin Jasmin.
- 2014: Disney’s Aladdin, USA, als Princessin Jasmin. Unter anderem dargestellt in Deutschland von Myrthes Monteiro und Nieke Latten; in Großbritannien von Jade Ewen.
- 2018: Aladdin und die Wunderlampe, Deutschland, Musical Kids Hamburg e.V.
- 2021: Aladin, Deutschland, Theater Liberi, als Prinzessin Jasmin. (Musik: Christoph Kloppenburg und Hans Christian Becker, Liedtexte: Jana Flaccus, Skript: Helge Fedder).[36]

### Videospiele
- um 2016: Princess Trainer

### Weitere Rezeption
- Die omanische Luxuswarenmarke Amounage vertreibt ein Parfüm mit dem Namen Badr al-Badour.[37]

### Ausgaben von 'Aladin und die Wunderlampe'
- Max Habicht: Tausend und eine Nacht – Arabische Erzählungen, F.W. Hendel Verlag, Leipzig 1926, 12 Bände (Erstausgabe 1824–1843, Breslauer Edition und Tunesische Handschrift), Band 6, S. 159–315.
- Gustav Weil: Tausend und eine Nacht, Karl Müller Verlag, Erlangen 1984 (Erstausgabe 1839), 4 Bände. (insb. Breslauer Edition und Bulaq-Edition), Band 3, 62–150.
- Enno Littmann: Die Erzählungen aus den tausendundein Nächten, Insel Verlag, Frankfurt 1968 (Erstausgabe 1922–1928), 6 Bände (Kalkutta-II-Edition), Band 2, S. 659–791.

### Sekundärliteratur
- Rama Hirawat: Imaging through Images: Arab Culture in Indian Cinema, in: P. A. Attar, H. B. Patil (Hrsg.): Critical Space: A Peer-reviewed (refereed), International Journal in English Language and Literature, Kolhapur, Indien, Band 3, 2014.
- Tonja Meckesheimer: Princess or Heroine? – A Qualitative Analysis on How the Portrayal of Female Characters Has Evolved Between Disney’s Originals Films and its Modern Remakes, Ohio University und Universität Leipzig, 2021.
- Mundi Rahayu, Irwan Abdullah, Wening Udasmoro: "Aladdin" from Arabian Nights to Disney – The change of discourse and ideology, LiNGUA Vol. 10, No. 1, Juni 2015.
- Julia Schwob: Genderkonstruktionen in Walt Disney’s Filmen nach 1990. Mediale Inszenierungen von Gender, Class, Race und Bodies in Aladdin, Pocahontas, Küss den Frosch und Rapunzel – Neu verföhnt, Universität Wien, Wien, 2013.